# Leptaulopus damasi
Espèce
Statut de conservation UICN

 LC 12 octobre 2018 : Préoccupation mineure
Leptaulopus damasi est une espèce de poissons téléostéens de la famille des Aulopidae.

## Systématique
L'espèce Leptaulopus damasi a été décrite pour la première fois en 1915 par Shigeho Tanaka sous le protonyme Aulopus damasi.

## Description
Leptaulopus damasi possède un corps allongé qui peut atteindre les 31,1 cm.

## Répartition
Cette espèce se croise dans l’océan Pacifique, plus spécifiquement au large des côtes du Japon et de Taïwan à des profondeurs variant généralement de 100 à 500 m.

## Étymologie
Son épithète spécifique, damasi, est vraisemblablement originaire de son nom vernaculaire Japonais Eso-damashi.

## Publication originale
- (ja + en) S. Tanaka, « Figures and descriptions of the fishes of Japan including Riukiu Islands, Bonin Islands, Formosa, Kurile Islands, Korea and southern Sakhalin », Maruzen, Tokyo, vol. 19,‎ 28 février 1915, p. 319-342.